# Rawang Itik
Rawang Itik is een bestuurslaag in het regentschap Aceh Utara van de provincie Atjeh, Indonesië. Rawang Itik telt 3619 inwoners (volkstelling 2010).